# Infraestrutura de Manaus
A infraestrutura de Manaus se refere ao conjunto de serviços básicos prestados à população do município brasileiro supracitado, capital do estado do Amazonas, tais como saúde, educação, saneamento básico, segurança pública, comunicações e mobilidade urbana.

## Serviços públicos e privados

### Educação
Manaus tem uma série de instituições de ensino, incluindo a universidade mais antiga do Brasil. A cidade também possui um número estável de escolas primárias e secundárias. A prefeitura da cidade, através da Secretaria Municipal de Educação, mantém 424 escolas no município. Em 2009, Manaus foi uma das cidades brasileiras com maior número de inscritos no Exame Nacional do Ensino Médio (Enem) com 93.112 inscritos, perdendo apenas para o Rio de Janeiro (110.979), Salvador (131.468) e São Paulo (234.173). A cidade é um importante centro educacional de nível médio e superior do estado do Amazonas, sendo sede do Instituto Federal do Amazonas (IFAM), que oferece cursos em diferentes níveis: ensino médio e ensino técnico. Concentra, ainda, a maior parte das faculdades públicas e particulares do estado. As principais são:
Universidade públicas
Há duas universidades públicas presentes na cidade: A Universidade Federal do Amazonas (UFAM), sendo uma instituição de referência no ensino superior, contando com 645 grupos de pesquisa em 65 cursos de graduação. A Universidade Federal do Amazonas é considerada a primeira universidade brasileira, pois originou-se da Escola Universitária Livre de Manáos, criada em 17 de janeiro de 1909. Mesmo com a extinção da Escola, permaneceu a Faculdade de Direito, que deu continuidade ao modelo da atual universidade. O fato foi registrado em 1995 no Guinness Book, o livro dos recordes.
A Universidade do Estado do Amazonas (UEA) foi a segunda instituição pública de ensino superior a ser criada no Amazonas. É uma instituição estadual, que oferece mais de vinte cursos distribuídos em dezessete cidades amazonenses (Manaus, Parintins, Presidente Figueiredo, Itacoatiara, Carauari, Tabatinga, Tefé, Lábrea, Boca do Acre, Coari, Eirunepé, Humaitá, Manicoré, Manacapuru, Novo Aripuanã, Maués  e São Gabriel da Cachoeira).  Foi criada pela lei estadual n.º 2.637 de 12 de janeiro de 2001, que proporcionou as fundações educacionais de ensino superior instituídas pelo estado. Há ainda o Instituto Federal do Amazonas, estruturado mediante a integração do Centro Federal de Educação Tecnológica do Amazonas e das Escolas Agrotécnicas Federais de Manaus e São Gabriel da Cachoeira, em 2001. Em sua criação, a instituição recebeu o nome de Centro Federal de Educação Tecnológica (CEFET), porém, com a sanção da Lei nº 11.892, o nome foi alterado para Instituto Federal do Amazonas, em 29 de dezembro de 2008. Em Manaus, possui campis nos bairros do Centro e Zumbi dos Palmares, além de outros campis em municípios do Amazonas.
Universidades privadas
Diversas instituições de ensino superior particulares são sediadas em Manaus ou possuem campus na cidade, entre as quais podemos citar: Universidade Luterana do Brasil; Centro Universitário do Norte; Universidade Paulista; Centro Universitário Nilton Lins; Centro Integrado de Ensino Superior do Amazonas; Escola Superior Batista do Amazonas; Faculdade Metropolitana de Manaus; Faculdade Salesiana Dom Bosco; Instituto de Ensino Superior Fucapi; Instituto de Ensino Superior Materdei; Faculdades La Salle; Faculdades Marta Falcão e Faculdades Objetivo.

### Saúde

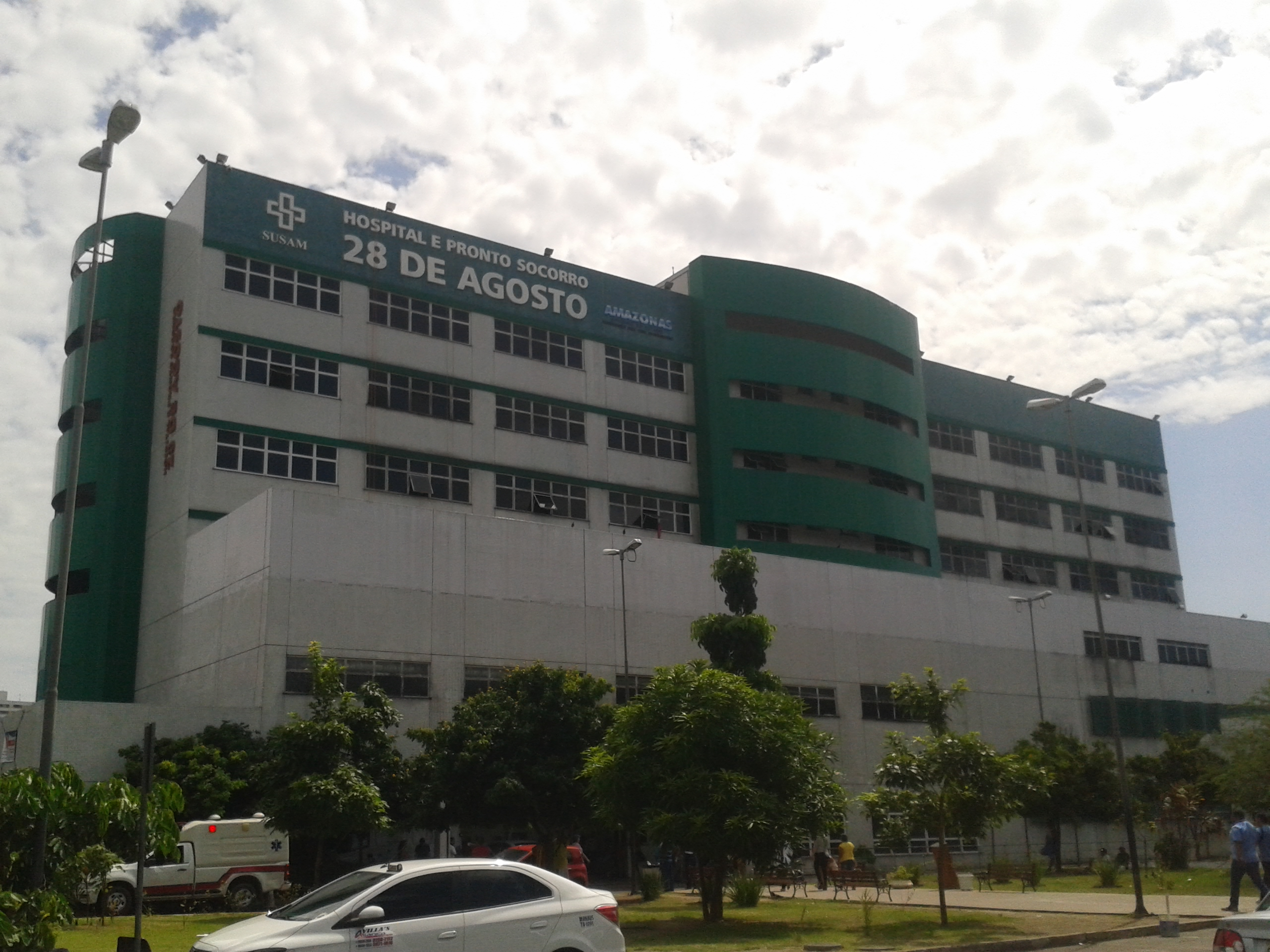
Hospital e Pronto-Socorro 28 de Agosto

Em 2009, havia um total de 299 estabelecimentos de saúde básica de caráter público em Manaus, sendo 237 municipais, 49 estaduais e 13 federais. No setor privado foram contabilizados 201 estabelecimentos de saúde básica, sendo 196 com fins lucrativos, 5 sem fins lucrativos e 65 em convênio com o SUS. A capital contava com 3.308 leitos e a rede conta com 363 postos de saúde, 310 deambulatórios e 150 estabelecimentos com atendimento odontológico. A Secretaria Municipal de Saúde (SEMSA) divide o município em cinco administrações de saúde pública: Distrito de Saúde Norte, Distrito de Saúde Sul, Distrito de Saúde Oeste, Distrito de Saúde Leste e Distrito de Saúde Fluvial.
Em 2013, 97% das crianças menores de 1 ano de idade estavam com a carteira de vacinação em dia. Do total de crianças menores de dois anos pesadas pelo Programa Saúde da Família em 2013, 0,5% apresentavam desnutrição. O índice de mortalidade infantil era de 14,5 óbitos a cada mil nascidos vivos, em 2017.

### Segurança pública
Por força da Constituição Federal do Brasil, a Polícia Militar do Estado do Amazonass possui a função de proteger os bens, serviços e instalações públicas. Ainda, atendendo o interesse público e no exercício do seu poder de polícia, atua na prevenção e repressão de alguns crimes, especialmente contra bens e serviços públicos, podendo inclusive prender em flagrante delito os infratores e conduzi-los até a presença de um delegado de polícia, de acordo com o disposto na lei processual penal.

## Serviços urbanos
Desde o século XIX, Manaus é um dos principais centros econômicos do Brasil. Seu processo urbanístico acelerou-se durante ciclo da borracha, era de grande prosperidade na capital amazonense. As exportações de borracha atraíram investidores dos Estados Unidos e Europa, que fizeram grandes intervenções urbanas na cidade, como avenidas, bondes elétricos, pontes, rede elétrica, iluminação pública, telégrafo, porto, água encanada, palácios, teatros, entre outros.

### Saneamento
A cidade de Manaus tem índices de saneamento em expansão. O abastecimento de água potável foi universalizado, com 100% da população urbana servida pela rede de abastecimento de água. Manaus apresentou evolução nos indicadores de esgotamento sanitário saltando de 12% em 2018 para 40% de cobertura em 2024. Manaus é a capital da Região Norte que mais promoveu investimentos no âmbito do saneamento básico, segundo o Instituto Trata Brasil, por meio da pesquisa "Ranking do Saneamento 2023". A concessionária tem como meta atingir 90% de esgotamento sanitário da área urbana de Manaus até 2033 e universalizar o serviço a partir de então.

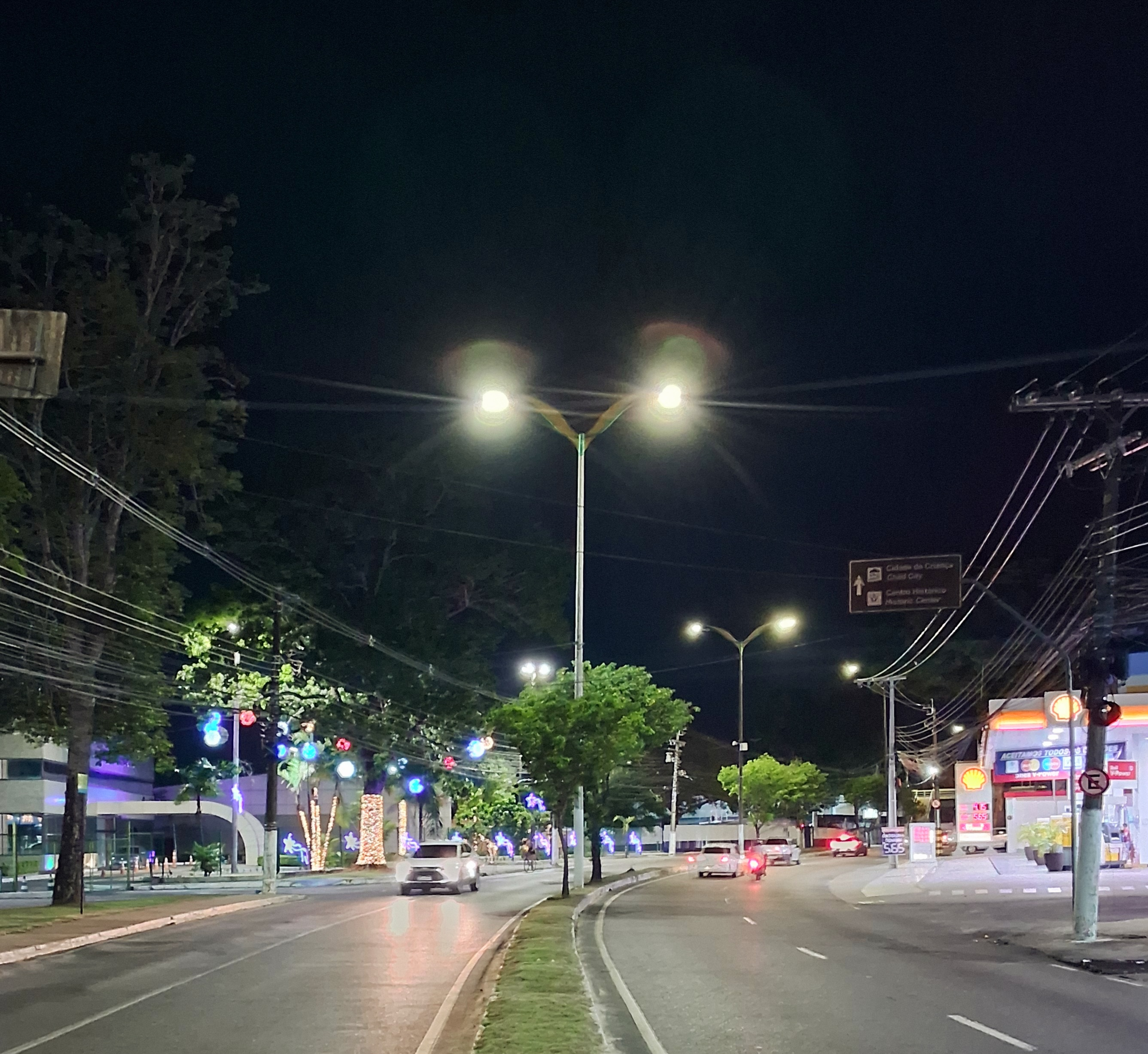
Iluminação pública da avenida André Araújo. A cidade toda é iluminada por luminárias de LED.

### Energia elétrica
Manaus é conectada ao Sistema Interligado Nacional de energia elétrica através do Linhão de Tucuruí. A distribuição de energia elétrica na cidade é feita pela empresa Amazonas Energia.

### Iluminação pública
O serviço de iluminação pública na capital amazonense é feito pela concessionária Manaus Luz. A cidade é referência nacional em iluminação pública em LED, com mais de 155 mil pontos instalados. Desde 2013, a prefeitura investe na modernização do Sistema de Iluminação Pública (SIP), tornando Manaus a primeira capital brasileira com iluminação 100% em LED no ano de 2023.

### Gás natural
A Companhia de Gás do Amazonas (Cigás), criada em 1995, atua na distribuição e comercialização de gás natural para os mais diversos segmentos. A empresa conta com 182 quilômetros de rede de gás natural, na qual fornece 4 982 981 m³ por dia, cobrindo vários bairros de Manaus.

### Comunicações
Segundo dados da ANATEL, em dezembro de 2018, Manaus possuía 153.643 telefones fixos (referentes apenas às concessionárias da Telemar). O índice por área de discagem direta a distância (DDD) da cidade é de 092. A capital amazonense foi a primeira da Região Norte do país a receber a tecnologia 4G, em julho de 2013. A cidade de Manaus possui cobertura 2G, 3G, 4G e 5G das operadoras Claro, TIM e Vivo. Desde 2011 a cidade conta com serviços de internet banda larga fixa por fibra ótica da operadora Oi. A rede de fibra ótica interliga Manaus a Santa Helena, na fronteira com a Venezuela. Em 2013, a operadora TIM concluiu a instalação de sua rede de fibra ótica no trecho entre Manaus e Tucuruí.
Manaus possui o maior Centro de Processamento de Dados comercial da Região Norte, localizado na Zona Centro-Sul da cidade. O empreendimento garantiu alta disponibilidade e confiabilidade para empresas, indústrias, instituições e provedores de Internet com alta demanda de processamento e armazenamento de dados. A capital amazonense foi a primeira cidade a receber um data center desse porte no Norte do Brasil, com investimentos superiores a 20 milhões de reais.
Manaus recebe sinais de televisão aberta de várias emissoras brasileiras, além de ser sede da Rede Amazônica, sendo afiliada da Rede Globo. Foi fundada em 30 de setembro de 1968, sendo a mais antiga emissora afiliada da Região Norte do Brasil.
A cidade também possui a Rede Calderaro de Comunicação, que veicula a TV A Crítica, a RecordTV Manaus (emissora própria da RecordTV), a Band Amazonas (emissora própria da Rede Bandeirantes), a TV Em Tempo (afiliada do SBT), a Inova TV (afiliada da Rede TV), a TV Cultura do Amazonas (afiliada à TV Cultura e TV Brasil), a TV Diário (afiliada à Record News), a Boas Novas Amazonas (emissora própria da Boas Novas), outros canais independentes como Amazon Sat e TV Tiradentes, a Local TV (afiliada a Univesp TV), e várias retransmissoras de TV.
Também há diversas estações de rádio em Manaus, como a Rádio Difusora do Amazonas, BandNews FM Difusora, CBN Amazônia Manaus, Jovem Pan FM Manaus, Mix FM Manaus, Rádio Diário, Rádio Marinha, Rádio Cidade, Tiradentes FM, FM O Dia Manaus, Rádio Boas Novas, entre outras.
Os principais jornais impressos são A Crítica, Diário do Amazonas, Amazonas Em Tempo, Jornal do Commercio, Dez Minutos, Jornal Agora e Maskate. O Jornal do Commercio é um dos mais antigos ainda em circulação no Brasil, por ter sido fundado em 2 de janeiro de 1904.

## Mobilidade urbana e acessibilidade
O principal meio de transporte público (ônibus) é administrado por esferas diferentes: Instituto Municipal de Mobilidade Urbana (IMMU) e o Sindicato das Empresas de Transportes de Passageiros do Estado do Amazonas (SINETRAM), organização sindical representante do consórcio de empresas responsáveis pelo transporte público da cidade de Manaus.
O sistema de transporte público de Manaus visa atender e garantir o direito de livre circulação para os mais de dois milhões de habitantes no município. Desde 2002 a cidade conta com o Bus Rapid System (BRS), ou Sistema de Ônibus Rápido, que consiste em uma grande estrutura tronco-alimentadora com corredores exclusivos. Para facilitar o transporte na cidade, a prefeitura permite a atuação de micro-ônibus nas zonas Norte e Leste. O transporte coletivo de passageiros em vans ou peruas é proibido, sendo que o transporte terceirizado é permitido em alguns bairros da zona Leste, no Distrito Industrial, e nos bairros Cidade de Deus e Nova Cidade. Cerca de 900 mil pessoas utilizam o transporte coletivo diariamente na cidade, que possui uma frota de 1 620 ônibus, com centenas de linhas regulares exploradas por 10 empresas. De acordo com o estudo Espacialidade Urbana, feito pelas Universidade Federal do Amazonas (UFAM) e Universidade Federal do Rio de Janeiro (UFRJ), 50% da população manauara utiliza o transporte público, enquanto 30% utilizam o veículo particular e o restante faz uso da bicicleta e da caminhada para locomoção na cidade. Em contrapartida, 81% do espaço viário são ocupados por carros, contra 13% ocupados por ônibus.
Manaus possui a maior frota de veículos da Região Norte do Brasil, composta por 943 mil veículos, segundo dados do Ministério dos Transportes. O congestionamento de veículos na cidade é recorrente, principalmente, mas não restrito, aos horários de pico. Em 30 de março de 2012, regulamentou-se o projeto Zona Azul.
Como medidas para solucionar os problemas no transporte municipal, foram executadas a criação de corredores exclusivos para ônibus, o alargamento das avenidas Torquato Tapajós, Max Teixeira e Cosme Ferreira, e a construção de viadutos e avenidas, como o Complexo Viário Gilberto Mestrinho, que interliga as zonas Leste e Centro-Sul, o complexo viário do São José, o complexo viário 28 de Março e a Avenida das Torres, com sua primeira etapa concluída em 2010 e a segunda entregue em 2018, totalizando 17 quilômetros de extensão.
O Rodoanel Metropolitano de Manaus, também conhecido como Rapidão, está sendo construído em torno da cidade. O projeto possui 38 quilômetros de vias rápidas e modernas. O primeiro trecho de 8,7 quilômetros foi entregue em 23 de outubro de 2023. O rodoanel ligará as zonas Norte, Sul, Leste e Oeste da cidade de Manaus.

#### Cicloviário
A utilização de bicicletas como meio de transporte na cidade é bastante reduzida, sendo utilizada por apenas 3% da população, de acordo com dados do Instituto de Pesquisa Econômica Aplicada (IPEA), em 2013. Manaus apresenta 28,1 quilômetros de ciclovias, fazendo desta terceira capital com menor número de quilômetros de ciclovias e ciclofaixas do país. O modelo de ciclovias é adotado por completo em alguns pontos da área urbana, como as avenidas Nathan Xavier, das Torres, Boulevard Álvaro Maia e a Praia da Ponta Negra. Entretanto, a maior parte da zona urbana apresenta ausência das ciclovias.

#### Rodoviário
A cidade de Manaus é um dos mais importantes entrepostos rodoviários do Brasil. Suas principais rodovias são: a BR-174 (Manaus–Boa Vista), que liga Manaus à Presidente Figueiredo, Boa Vista e Venezuela; a BR-319 (Manaus–Porto Velho), ligando a capital aos municípios do sul do estado e Porto Velho; a AM-010, que faz a ligação com os municípios de Rio Preto da Eva e Itacoatiara; e a Rodovia Manoel Urbano (AM-070), que liga a capital aos municípios de Iranduba e Manacapuru.

#### Hidroviário
O transporte fluvial na cidade é muito comum, sendo o Porto de Manaus o responsável pela logística hidroviária no estado. Trata-se de um grande e movimentado porto localizado à margem esquerda do Rio Negro distante 13 km da confluência com o rio Solimões. O porto atende à região Norte do país e áreas do norte do Mato Grosso, sendo administrado pela Sociedade de Navegação, Portos e Hidrovias do Estado do Amazonas (SNPH) desde 1997. É capaz de operar com quatro navios simultaneamente em qualquer período do ano e mais três navios durante a cheia do Rio Negro. Manaus também conta com um grande porto cargueiro. O Porto Chibatão dispõe de um cais flutuante de 710 metros de comprimento por 240 metros de boca e tem como finalidade o embarque e desembarque de navios para movimentação de cargas de projetos, cargas gerais e contêineres.

#### Aeroviário
A cidade de Manaus possui três aeroportos: um grande e moderno aeroporto internacional administrado pela Vinci Airports, um aeroporto militar e um aeroclube. O Aeroporto Internacional de Manaus / Eduardo Gomes, localizado a 14 km do Centro, possui dois terminais de passageiros com capacidade para receber 13,5 milhões de passageiros por ano. Conta com 8 companhias aéreas (American Airlines, Avior Airlines, Azul, Copa Airlines, Gol, LATAM, MAP e Total Linhas Aéreas), que ligam Manaus a 11 destinos nacionais e a cinco internacionais: Miami, Orlando, Caracas e Cidade do Panamá. Cerca de 8 mil passageiros movimentam diariamente o aeroporto. A Base Aérea de Manaus ou Aeroporto de Ponta Pelada, é uma unidade operacional da Força Aérea Brasileira localizada na zona Sul da cidade. Destaca-se no cenário nacional por seu desempenho na região amazônica, com papel fundamental em defesa aérea, logística e organização de tropas da FAB na Amazônia Ocidental. Também serve como alternativa de pouso, caso o Aeroporto Internacional de Manaus seja fechado. O Aeroporto de Flores, localizado no bairro de bairro homônimo, foi criado em 1940 com o nome de "Aéro Clube do Amazonas" (ACA). Destina-se, sobretudo, a voos particulares e regionais com aeronaves de pequeno porte. Operam no aeródromo várias empresas de táxi aéreo e, principalmente, os paraquedistas.

## Tecidos urbanos
|                                            |  | |
| Edifícios de alto padrão no bairro Aleixo. |  | Variação de tecidos urbanos na zona Centro-Oeste. Lado a lado, áreas verticalizadas e de casario baixo. |

Manaus é uma cidade de fortes contrastes econômicos e sociais, apresentando grande disparidade entre ricos e pobres. Enquanto muitos bairros ostentam um Índice de Desenvolvimento Humano correspondente ao de países nórdicos (Adrianópolis, Nossa Senhora das Graças, Ponta Negra, Tarumã: 0,930; Chapada e Dom Pedro I: 0,922; Parque Dez de Novembro (0,855); Praça 14 de Janeiro (0,822), em outros) observam-se níveis bem inferiores à média municipal, como é o caso do Novo Israel (0,632) ou Jorge Teixeira (0,604).
Em 2010, o Índice de Desenvolvimento Humano Municipal (IDH-M) de Manaus era considerado alto pelo Programa das Nações Unidas para o Desenvolvimento (PNUD), cujo valor, de 0,737. Considerando apenas a longevidade o índice é de 0,826, o índice de renda é de 0,738 e o de educação de 0,658.
Segundo o Ministério das Cidades, o município apresentava até 2006 um déficit de aproximadamente 68.483 unidades habitacionais.
Urbanistas e estudiosos das questões urbanas em Manaus apontam a região entre os rios Solimões e Negro, além do igarapé do Mindu, como a área urbana na qual historicamente a prefeitura atuou com maior rigor e com maior planejamento, assim como a área que mais recebeu investimentos, sendo também esta a região onde se encontra a maioria dos bairros com melhores indicadores sociais da cidade. Esta região tem perdido população e apresentado uma densidade demográfica cada vez menor, apesar de ser região da cidade com maior índice de infraestrutura e equipamentos sociais. Exceção feita às regiões de Adrianópolis, Cidade Nova, Tarumã e Flores que sofreram um impressionante acréscimo de população.
Ocupações irregulares de terras tem se tornado um problema recorrente em Manaus últimos anos, que também servem de abrigos para o crime organizado. A observação foi feita pelo juiz de Direito Adalberto Carim Antonio, titular da Vara Especializada do Meio Ambiente e de Questões Agrárias da Comarca de Manaus (Vemaqa). Entretanto, mesmo dentro da área delimitada por esses rios há algumas regiões de exclusão social, como a favela da Ceasa, no bairro Mauazinho. Por outro lado, há também alguns núcleos de alta renda, que estão localizados fora da área delimitada por esses rios.
As regiões Centro-Sul, Norte e Leste são as regiões mais abrangidas pela reurbanização da cidade. A prefeitura mantém a desapropriação de moradias situadas à beira do igarapé do Mindu. Foi implantado um Corredor Ecológico no local, o que fez da cidade a única no Brasil a possuir tal área ecológica.
Além da dualidade centro-periferia que explicita em parte a desigualdade social na cidade, também notam-se pontos em que o contraste é visível e grupos de perfis de renda diversos convivem, como é o caso de bairros como Cidade Nova, Aleixo e São José, que apresenta conjuntos de habitação de alta renda localizados próximos a regiões de favela.
Mas outros especialistas lembram que a área da Avenida Torquato Tapajós era pouco habitada, devido ao terreno encharcado e insalubre daquela região próximo ao fim da área urbana. A população construía suas moradias no bairro situado mais acima, a Santa Etelvina. O Instituto Municipal de Planejamento Urbano (Implurb) e o Instituto do Patrimônio Histórico e Artístico Nacional (Iphan) firmaram um termo com o objetivo de viabilizar projetos de infraestrutura para Manaus, sobretudo para o programa de revitalização do Centro de Manaus.
Devido à crescente degradação do centro da cidade, alguns projetos de reurbanização têm sido sugeridos. Bairros situados fora do centro expandido como Japiim, que anos atrás abrigavam uma população pobre e operária, e nos quais há poucos anos havia falta de infraestrutura, sofreram uma grande mudança econômica. Hoje tais bairros dispõem de equipamentos comerciais e de algum investimento infraestrutural. Outros estudiosos creditam ao grande crescimento econômico ocorrido na década de 1970 (apelidado de "milagre econômico") e com a chegada de milhares de migrantes, nordestinos e paulistas em grande parte, à procura de melhores condições de vida a causa dos problemas de segregação.